# Khadeen Carrington
Khadeen Carrington (3 ottobre 1995) è un cestista trinidadiano con cittadinanza statunitense naturalizzato israeliano.

## Palmarès
- Coppa di Israele: 2

Hapoel Gerusalemme: 2023, 2024
- Eurocup: 1

Monaco: 2020-2021
- Coppa di Lega israeliana: 1

Hapoel Gerusalemme: 2023